# Chircești
Chircești – wieś w Rumunii, w okręgu Vaslui, w gminie Miclești. W 2011 roku liczyła 1217 mieszkańców.